# Kim Larsen

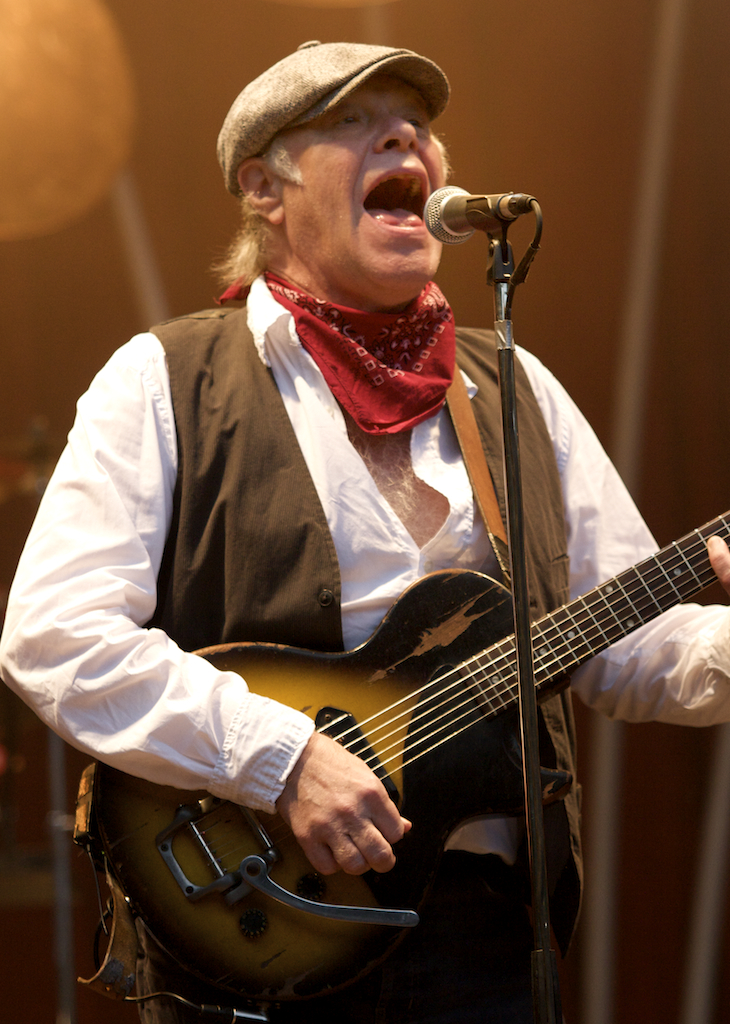
Kim Larsen, Nibe Festival (2009)

Kim Melius Flyvholm Larsen (* 23. Oktober 1945 in Kopenhagen; † 30. September 2018 in Odense) war ein dänischer Musiker, der in ganz Skandinavien bekannt ist. Larsen errang als Frontsänger der Band Gasolin’ sowie auch solistisch große Erfolge in Dänemark. Er hatte mit seinen teilweise sehr gesellschaftskritischen Texten einen gewissen Einfluss auf das öffentliche Leben in Dänemark.

## Leben

### Karriere
Die ersten großen Erfolge feierte Kim Larsen in den 1970er-Jahren mit seiner Band Gasolin’. Beinahe jeder Däne kennt die Hits dieser Band wie z. B. Masser af succes, Hvad gør vi nu, lille du? oder den wohl größten Hit Kvinde min. Ein Versuch, mit englischsprachigen Liedern in den USA Fuß zu fassen, scheiterte.
In Dänemark war Kim Larsen auch solistisch erfolgreich: Seine Songs Midt om natten (aus dem gleichnamigen Film, dt. Titel: Kopenhagen – Mitten in der Nacht, zu dem Larsen nicht nur den Soundtrack schrieb, sondern auch eine der Hauptrollen spielte), Jutlandia, De smukke unge mennesker, Køb Bananer oder Joanna sind Hits. Bei Joanna sang Kim Larsen allerdings nicht selbst. Das Lied Jutlandia von 1986 brachte den Einsatz des langsam in Vergessenheit geratenden Hospitalschiffes Jutlandia während des Koreakrieges langfristig wieder in das dänische Bewusstsein.
Kim Larsen gilt in Dänemark als einer der größten Pop-Musiker.
Auf dem Soloalbum Værsgo aus dem Jahr 1973 treten die übrigen Mitglieder Gasolin’s als Gastmusiker auf.
Das Lied Joanna vom selben Album wurde von dem damals 14-jährigen Søren Bernbon gesungen. Später wurde das Lied bei Liveauftritten von Larsen und Kjukken sehr erfolgreich von „Dänemarks schönstem Singlegitarrist“ Karsten Skovgaard gesungen.
Der Titel des Albums 231045-0637 ist die CPR-Nummer (Nummer im zentralen Personenregister Dänemarks, bestehend aus Geburtstag und laufender Nummerierung) von Larsen.
Im Jahr 2006 wurde Kim Larsen vom Königlichen Hof das Ritterkreuz angeboten. Er lehnte es ab mit der Begründung: „Da ich es für einen alten Straßenjungen und Popsänger unpassend finde, sich mit Kreuz, Band und Stern vorzuführen, sage ich höflich Nein zum Ritterkreuz […] Ich hätte jedoch gerne eine Zigarette mit der Königin geraucht, wenn es dem Personal [also ihm] erlaubt ist“.

### Privatleben und Tod
Kim Larsen war der Sohn des Lehrers Alfred Larsen († 2005) und seiner Frau Eva Flyvholm Olsen († 2014).
Er war zweimal verheiratet und hatte aus beiden Ehen insgesamt sechs Kinder, davon vier Söhne und zwei Töchter.
Kim Larsen erlag am 30. September 2018 im Alter von 72 Jahren einem Krebsleiden.
Viele Menschen in Dänemark zündeten Kerzen an und stellten sie in ihre Fenster, um des Musikers zu gedenken – eine Referenz auf Larsens Lied „Flyvere i Natten“ (‚Flieger in der Nacht‘) und dem darin enthaltenen Satz „Jeg sætter lys, lys i mit vindue / til minde om alle dem, / der forsvandt dengang / og som aldrig mer' kom hjem“ (‚Ich stelle Kerzen, Kerzen in mein Fenster, um all derjenigen zu gedenken, die damals verschwanden und nie wieder heimkamen‘). In dem Lied geht es um alliierte Flieger, die den dänischen Widerstand im von Deutschland besetzten Dänemark mit nächtlichen Tiefflugeinsätzen unterstützten und um die während der deutschen Besatzungszeit getöteten Menschen.

## Diskografie

### Gasolin’
- 1971: Gas 1
- 1972: Gas 2
- 1973: Gas 3
- 1974: Stakkels Jim
- 1975: Gas 5
- 1976: Efter endnu en dag
- 1976: Live sådan (1976)
- 1977: Gør det noget?
- 1977: Killin’ Time
- 1978: Gøglernes aften – Live i Skandinavien
- 2003: The Black Box

### Kim Larsen solo
| Jahr | Titel                           | Höchstplatzierung, Gesamtwochen, AuszeichnungChartsChartplatzierungen (Jahr, Titel, Platzierungen, Wochen, Auszeichnungen, Anmerkungen) | Anmerkungen                                                            |
| Jahr | Titel                           | DK | Anmerkungen                                                            |
| ---- | ------------------------------- | --- | ---------------------------------------------------------------------- |
| 1973 | Værsgo                          | DK6 Platin · (6 Wo.)DK | Charteinstieg in DK erst 2015                                          |
| 1979 | 231045-0637                     | DK22 Platin · (2 Wo.)DK | Charteinstieg in DK erst 2018                                          |
| 1982 | 5 Eiffel                        | DK21 (1 Wo.)DK | Charteinstieg in DK erst 2012 EP                                       |
| 1983 | Midt om natten                  | DK1 ×9Neunfachplatin · (55 Wo.)DK | Charteinstieg in DK erst 2015                                          |
| 1994 | Hvem kan sige nej til en engel? | DK30 ×6Sechsfachplatin · (1 Wo.)DK | Charteinstieg in DK erst 2018 nachfolgende Tour mit Bell*Star als Band |
| 1995 | Guld & grønne skove             | DK2 ×1717-fach-Platin · (37 Wo.)DK | Charteinstieg in DK erst 2010                                          |
| 2010 | Mine damer og herrer            | DK1 ×5Fünffachplatin · (45 Wo.)DK | Erstveröffentlichung: 3. Mai 2010                                      |
| 2015 | Kim i 70’erne                   | DK8 Platin · (5 Wo.)DK | Erstveröffentlichung: 16. Oktober 2015 mit Gasolin                     |
| 2019 | Sange fra første sal            | DK1 ×2Doppelplatin · (15 Wo.)DK | Erstveröffentlichung: 29. März 2019                                    |

grau schraffiert: keine Chartdaten aus diesem Jahr verfügbar
Weitere Soloalben
- 1979: Vogt dem for efterligninger
- 1981: Jungle Dreams (englisch)
- 1982: Sitting on a Time Bomb (englisch)
- 1985: Kim i Cirkus (Live)

### Kim Larsen & Bellami
| Jahr | Titel               | Höchstplatzierung, Gesamtwochen, AuszeichnungChartsChartplatzierungen (Jahr, Titel, Platzierungen, Wochen, Auszeichnungen, Anmerkungen) | Anmerkungen                   |
| Jahr | Titel               | DK | Anmerkungen                   |
| ---- | ------------------- | --- | ----------------------------- |
| 1986 | Forklædt som voksen | DK2 ×8Achtfachplatin · (117 Wo.)DK | Charteinstieg in DK erst 2015 |
| 1988 | Yummi yummi         | DK15 ×2Doppelplatin · (3 Wo.)DK | Charteinstieg in DK erst 2018 |
| 1989 | Kielgasten          | DK5 ×4Vierfachplatin · (9 Wo.)DK | Charteinstieg in DK erst 2015 |

grau schraffiert: keine Chartdaten aus diesem Jahr verfügbar
Weitere Alben
- 1992: Wisdom Is Sexy

### Kim Larsen & Kjukken
| Jahr | Titel                    | Höchstplatzierung, Gesamtwochen, AuszeichnungChartsChartplatzierungen (Jahr, Titel, Platzierungen, Wochen, Auszeichnungen, Anmerkungen) | Anmerkungen                                       |
| Jahr | Titel                    | DK | Anmerkungen                                       |
| ---- | ------------------------ | --- | ------------------------------------------------- |
| 2001 | Weekend Music            | DK3 Gold · (5 Wo.)DK |                                                   |
| 2001 | Sange fra glemmebogen    | DK1 ×10Zehnfachplatin · (54 Wo.)DK |                                                   |
| 2002 | Det var en torsdag aften | DK2 ×9Neunfachplatin · (57 Wo.)DK | Erstveröffentlichung: 18. November 2002 Livealbum |
| 2003 | 7-9-13                   | DK1 ×9Neunfachplatin · (42 Wo.)DK | Erstveröffentlichung: 10. November 2003           |
| 2004 | Glemmebogen Jul & nytår  | DK1 ×7Siebenfachplatin · (26 Wo.)DK | Erstveröffentlichung: 11. August 2004             |
| 2006 | Gammel hankat            | DK1 ×10Zehnfachplatin · (35 Wo.)DK | Erstveröffentlichung: 14. November 2006           |
| 2007 | En lille pose støj       | DK1 ×7Siebenfachplatin · (45 Wo.)DK |                                                   |
| 2008 | Glemmebogen for børn     | DK1 ×4Vierfachplatin · (24 Wo.)DK | Erstveröffentlichung: 14. Oktober 2008            |
| 2012 | Du Glade Verden          | DK1 ×2Doppelplatin · (24 Wo.)DK | Erstveröffentlichung: 19. November 2012           |
| 2017 | Øst for Vesterled        | DK1 ×2Doppelplatin · (34 Wo.)DK | Erstveröffentlichung: 7. April 2017               |

Weitere Alben
- 1996: Kim Larsen & Kjukken (DK: Gold)
- 1998: Luft under vingerne

### Singles
| Jahr | Titel Album                                  | Höchstplatzierung, Gesamtwochen, AuszeichnungChartsChartplatzierungen (Jahr, Titel, Album, Platzierungen, Wochen, Auszeichnungen, Anmerkungen) | Anmerkungen                   |
| Jahr | Titel Album                                  | DK | Anmerkungen                   |
| --- | -------------------------------------------- | --- | ----------------------------- |
| als Kim Larsen & Kjukken |                                              | |                               |
| |                                              | |                               |
| 1972 | Langebro –                                   | DK36 Platin · (1 Wo.)DK | Charteinstieg in DK erst 2018 |
| Solo |                                              | |                               |
| |                                              | |                               |
| 1983 | Papirsklip Midt om natten                    | DK5 ×3Dreifachplatin · (3 Wo.)DK | Charteinstieg in DK erst 2018 |
| 1983 | Haveje Midt om natten                        | DK37 Platin · (1 Wo.)DK | Charteinstieg in DK erst 2018 |
| 1983 | Susan himmelblå Midt om natten               | DK15 ×2Doppelplatin · (3 Wo.)DK | Charteinstieg in DK erst 2018 |
| 1984 | Midt om natten                               | DK6 ×3Dreifachplatin · (3 Wo.)DK | Charteinstieg in DK erst 2018 |
| 1986 | Jutlandia Forklædt som voksen                | DK11 ×3Dreifachplatin · (3 Wo.)DK | Charteinstieg in DK erst 2018 |
| 1986 | Om lidt Forklædt som voksen                  | DK9 Platin · (2 Wo.)DK | Charteinstieg in DK erst 2018 |
| 2005 | Hvis din far gir dig lov Værsgo 2            | DK30 Platin · (2 Wo.)DK | Charteinstieg in DK erst 2018 |
| als Kim Larsen & Bellami |                                              | |                               |
| |                                              | |                               |
| 1986 | Fru Sauterne Forklædt som voksen             | DK14 ×2Doppelplatin · (2 Wo.)DK | Charteinstieg in DK erst 2018 |
| 1988 | De smukke unge mennesker Yummi yummi         | DK15 ×2Doppelplatin · (2 Wo.)DK | Charteinstieg in DK erst 2018 |
| 1989 | Flyvere i natten Kielgasten                  | DK24 Platin · (2 Wo.)DK | Charteinstieg in DK erst 2018 |
| Folgende Lieder erschienen nicht als Single, wurden aber durch das Album zum Download und Streaming bereitgestellt und konnten somit eine Platzierung erlangen: |                                              | |                               |
| |                                              | |                               |
| 1995 | Tarzan Mama Mia Guld & Grønne Skove          | DK21 ×3Dreifachplatin · (2 Wo.)DK | Charteinstieg in DK erst 2018 |
| 2019 | Den store dag Sange fra første sal           | DK14 (1 Wo.)DK |                               |
| 2019 | En brøkdel af et sekund Sange fra første sal | DK26 (1 Wo.)DK |                               |
| 2019 | Charlie Sange fra første sal                 | DK33 (1 Wo.)DK |                               |

grau schraffiert: keine Chartdaten aus diesem Jahr verfügbar

### Videoalben
- 2002: Det var en torsdag aften (Live)
- 2006: Gasolin (Doku)
- 2007: En lille pose støj (Live)

## Auszeichnungen für Musikverkäufe
| Goldene Schallplatte - Dänemark - 2019: für die Single Hvis Din Far Gi’r Dig Lov - 2020: für die Single Elefantens Vuggevise - 2020: für die Single Mig og Molly - 2021: für die Single Familien skal i skoven - 2021: für die Single Syd for Køge - 2022: für die Single Byens Hotel - 2022: für die Single Så Længe Skuden Ka - 2023: für die Single This Is My Life - 2023: für die Single Sømand Ombord - 2023: für die Single Hvileløse hjerte - 2023: für die Single Jyllingevej - 2023: für die Single Soldaterkammerat - 2024: für die Single Blip båt - 2024: für die Single Østerbro Svømmehal - 2024: für die Single Sammen og hver for sig - 2024: für die Single Det er i dag et vejr - 2024: für die Single Kom Igen - 2024: für die Single Forklædt som voksen - Norwegen - 1995: für das Album Kim Larsen’s Greatest - 2004: für das Album 7-9-13 | Platin-Schallplatte - Dänemark - 2007: für die Single En Lille Pose Støj - 2019: für die Single De Smykke Unge Mennesker - 2022: für die Single Pianomand - 2023: für die Single Tik Tik - 2023: für die Single Vi Er Dem - 2024: für die Single Køb Bananer - 2024: für die Single Den allersidste dans - 2024: für die Single Dagen Før - 2024: für die Single Rita (Maj 45) - 2025: für die Single Joanna - Norwegen - 1995: für das Album Kim Larsens Beste |

Anmerkung: Auszeichnungen in Ländern aus den Charttabellen bzw. Chartboxen sind in ebendiesen zu finden.
| Land/RegionAuszeichnungen für Musikverkäufe (Land/Region, Auszeichnungen, Verkäufe, Quellen) | Gold       | Platin         | Verkäufe  | Quellen                                                    |
| -------------------------------------------------------------------------------------------- | ---------- | -------------- | --------- | ---------------------------------------------------------- |
| Dänemark (IFPI)                                                                              | 21× Gold21 | 149× Platin149 | 6.520.500 | ifpi.dk hitlisten.nu                                       |
| Norwegen (IFPI)                                                                              | 2× Gold2   | Platin1        | 80.000    | ifpi.no (Memento vom 5. November 2012 im Internet Archive) |
| Insgesamt                                                                                    | 23× Gold23 | 150× Platin150 |           |                                                            |

## Filmografie
- 1970: Das Mädchen Lone (Ang.: Lone)
- 1971: Skæve dage i Thy
- 1974: Prins Piwi
- 1975: Gas
- 1976: Østre Gasværk
- 1977: Oh, diese Mieter (Huset på Christianshavn)
- 1984: Filmen om Haveje
- 1984: I sandhedens tjeneste
- 1984: Kopenhagen – Mitten in der Nacht (Midt Om Natten)
- 1984: Fra Cirkusbygningen i København: Kim Larsen
- 1984: Privatdetektiv Anthonsen (Anthonsen)
- 1989: Ein Pony für zwei (Tarzan Mama Mia)
- 1993: De frigjorte
- 2002: Kim Larsen: Det var en torsdag aften
- 2005: Mr. Nice Guy (Video)
- 2005: Nordkraft
- 2007: Ledsaget udgang
- 2007: Fahrradmücken und Tanzmücken (Cykelmyggen og dansemyggen)
- 2008: Album
- 2009: Tod eines Immobilienmaklers (Sorte kugler)
- 2010: Submarino
- 2010: Frihed på prøve
- 2011: Hjælp, det er jul
- 2015: Mennesker bliver spist